# Sils Maria
Sils im Engadin/Segl és un municipi suís en el districte de Maloja en el cantó suís de Grisons.
Situat en l'alta vall d'Engadin, Sils està entre el llac Sils i el llac Silvaplana, al peu del Piz Corvatsch i el Piz la Magna. Originalment Sils/Segl estava dividit en els dos llogarrets de Sils Baselgia i Sils Maria, però ara els dos estan units. La ciutat està en una plana entre els dos llacs, amb costeruts vessants a cada costat. A la plana hi ha pasturatge.
Sils va hostatjar Friedrich Nietzsche als estius, entre 1881 i 1888. La casa on va viure ara és un petit museu. Hermann Hesse també va visitar Sils.
Els idiomes oficials són l'alemany i el romanx, reflectits en el doble nom. A la vall de Fex només hi poden circular en cotxe els seus residents. El telefèric de Furtschellas surt prop del poble i porta a l'hivern fins a les pistes d'esquí, i a l'estiu a senders més amunt d'on neixen arbres.